# Theo van Haren Noman
Theodorus Josephus van Haren Noman (Amsterdam, 29 april 1917 – Bussum, 6 februari 2021) was een Nederlandse cineast. Van Haren Nomans filmoeuvre bestaat uit vrije films, opdrachtfilms, reclamefilms en Titanspots, wat tegenwoordig Informatie Rijksoverheid heet. Zijn korte film De gewonde werd in 1966 genomineerd voor de Gouden Palm voor beste korte film.

## Levensloop
Nomans belangstelling voor film begon al op 8-jarige leeftijd toen hij regelmatig langs een brandtrap van de Amsterdamse Tuschinskibioscoop omhoog klom om via een kapot ruitje een glimp van de film die daar draaide op te vangen. In 1939 ging hij naar L'Ecole de Photographie et Cinematographie in Parijs. Na het uitbreken van de Tweede Wereldoorlog keerde Van Haren Noman terug naar Nederland en ging hij, bij gebrek aan een baan als filmer, werken bij verschillende fotografen. Na de bevrijding trad hij als reportagefotograaf in dienst bij het Algemeen Nederlandsch Fotobureau (Anefo).
Pas twee jaar later, in 1947, kon hij de door hem zo verlangde overstap naar film maken door voor filmproductiebedrijf Polygoon-Profilti te gaan werken. Eerst als leerling-cameraman bij het Polygoon-journaal, maar al snel filmde hij zelfstandig zijn eigen journaalonderwerpen. Samen met oudgediende Johan Blansjaar en Anton Koolhaas werkte Van Haren Noman aan Moeder des Lands (1948).
Na Polygoon maakte Noman in 1951 zijn eerste opdrachtfilm, Bruin Goud, samen met Louis van Gasteren. Hij trouwde in 1952 met Jeanne Roos (zij scheidden in 1972). In 1953 was Van Haren Noman een van de cameramensen die de watersnoodramp op film vastlegden. In 1957 draaide hij met zijn bewegende camera zijn eerste vrije film, getiteld Een leger van gehouwen steen, een kunstzinnige documentaire over monumentale publieke kunst door Nederlandse beeldhouwers ter herinnering van verzet, wanhoop en slachtoffers in de tweede wereldoorlog, die met vele (inter)nationale prijzen werd bekroond. Het Haagsch Dagblad noemde het een 'ontroerende film van verzet en bevrijding'. De documentaire werd ingezonden naar het Filmfestival van Cannes, waar de film goed werd ontvangen . Er is een ogenblik sprake van geweest dat deze inzending niet door zou gaan om geen gevoelens te kwetsen.
Na het grote succes van Een leger van gehouwen steen maakte Noman in 1959 een tweede vrije film, Gisteren komt nooit weerom..., over de lotgevallen van een jongen uit de Amsterdamse Jodenbuurt. In deze speelfilm, gebaseerd op het boek Die en die is er nóg (1951) van Meyer Sluyser, heeft Noman het vooroorlogse Amsterdamse joodse leven rond het Waterlooplein op film vastgelegd, nog voordat de buurt door sanering definitief zou verdwijnen. Gereconstrueerde markt- en straatscènes, aangevuld met documentaire beelden, vertellen het verhaal van de straatarme Jacob uit de Markensteeg die uit de deportatietrein heeft weten te ontsnappen en later een zeer succesvol zakenman in Venezuela is geworden.
De bewegende camera speelt ook een grote rol in de korte vrije film 't Was een vreemdeling zeker waarin het verhaal van Sinterklaas wordt verteld aan de hand van kindertekeningen. 

In de half uur durende speelfilm De Gewonde uit 1966 maakt Noman veel gebruik van de subjectieve camera om de toestand te verbeelden waarin een zwaar gewonde man zich kan bevinden. Door dit effect leeft de kijker sterk met de hoofdpersoon mee. 

De laatste film die Noman maakte was  Studeren... voor de Katholieke Universiteit Nijmegen in 1980.
Noman overleed begin februari 2021 op 103-jarige leeftijd.

## Familie
Noman was een telg uit het boekdrukkers- en uitgeversgeslacht Noman en een zoon van ir. Dirk van Haren Noman (1888-1966) en de Antwerpse Gabriëlla Francisca Stephania Carpentiers (1882-1979). Hij trouwde in 1940 met Albertina Eleonora Bruins (1918-2011) met wie hij twee zoons kreeg, onder wie de cineast Alfred Eric van Haren Noman (1943). Hij trouwde een tweede keer in 1953, met journaliste Jeanne Roos (1916-2001), met wie hij een zoon kreeg, de drummer en beeldend kunstenaar Philippe van Haren Noman (1955). In 1982 trouwde hij voor de derde maal, met psychologe drs. Corinne Rog; uit dit huwelijk werden geen kinderen geboren.

## Enkele foto's

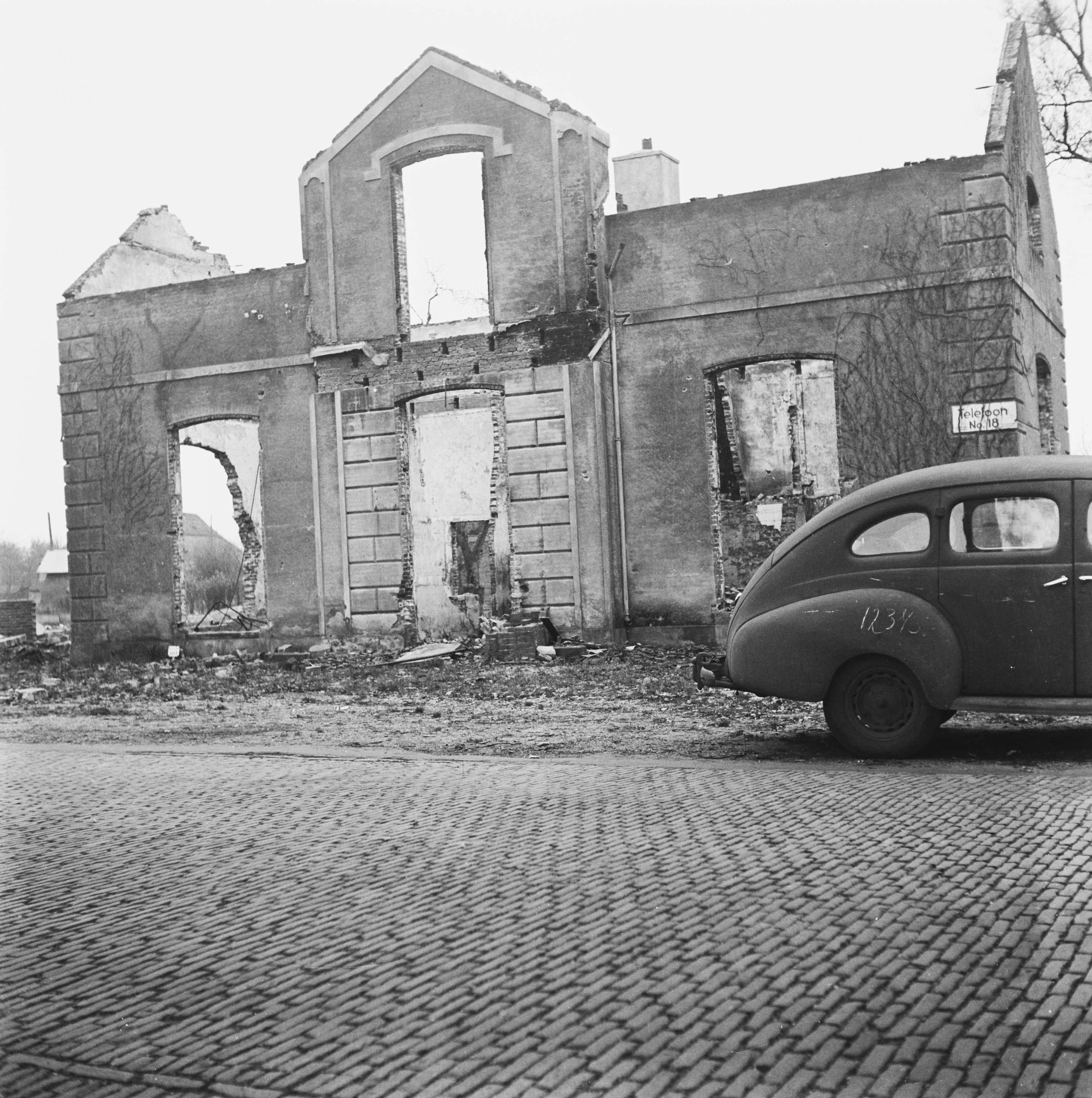
Verwoeste huizen (Putten, okt. 1944)
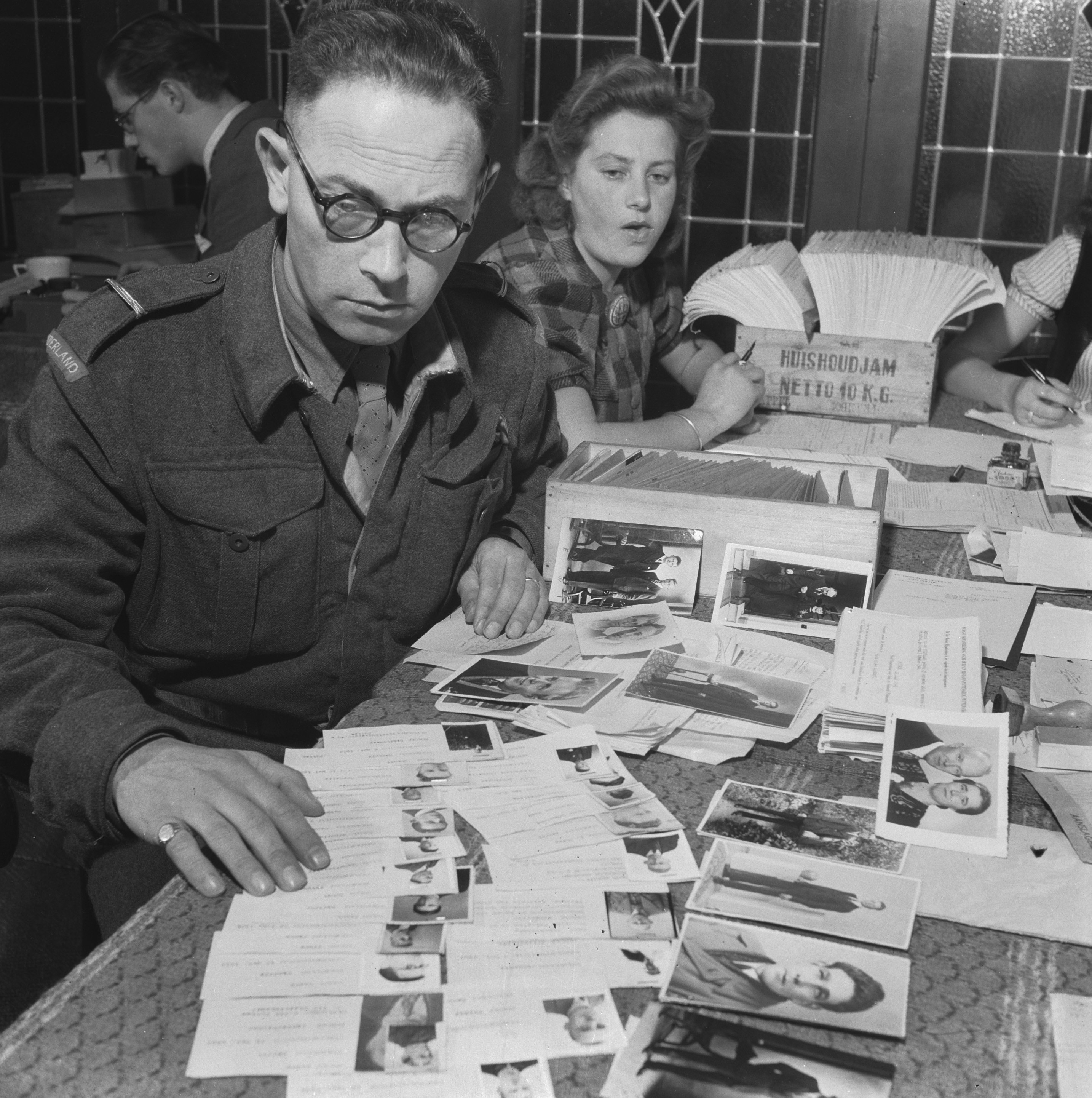
Inventarisatie van vermiste Puttenaren (nov. 1945)
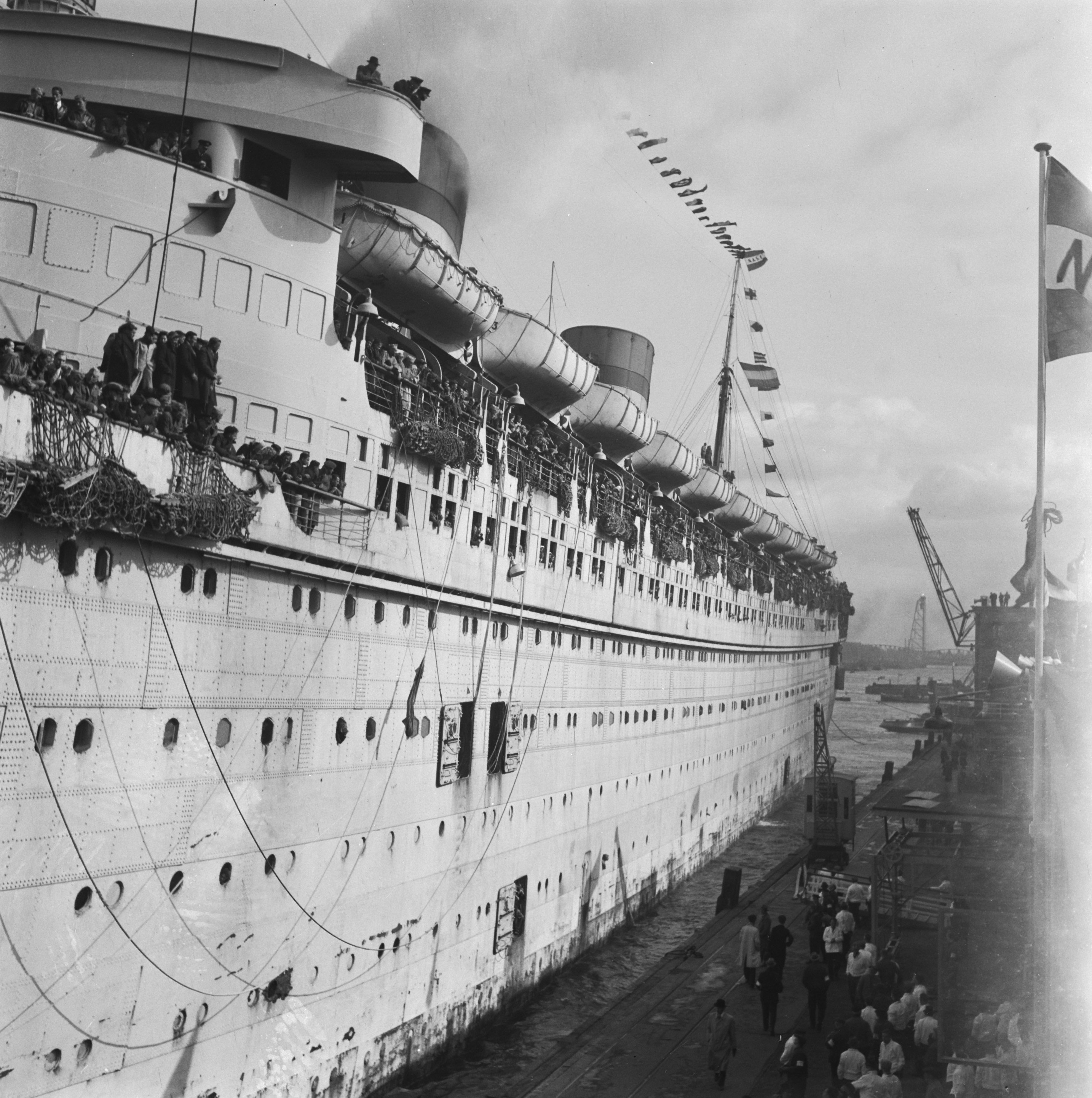
Aankomst Nieuw-Amsterdam (okt. 1946)
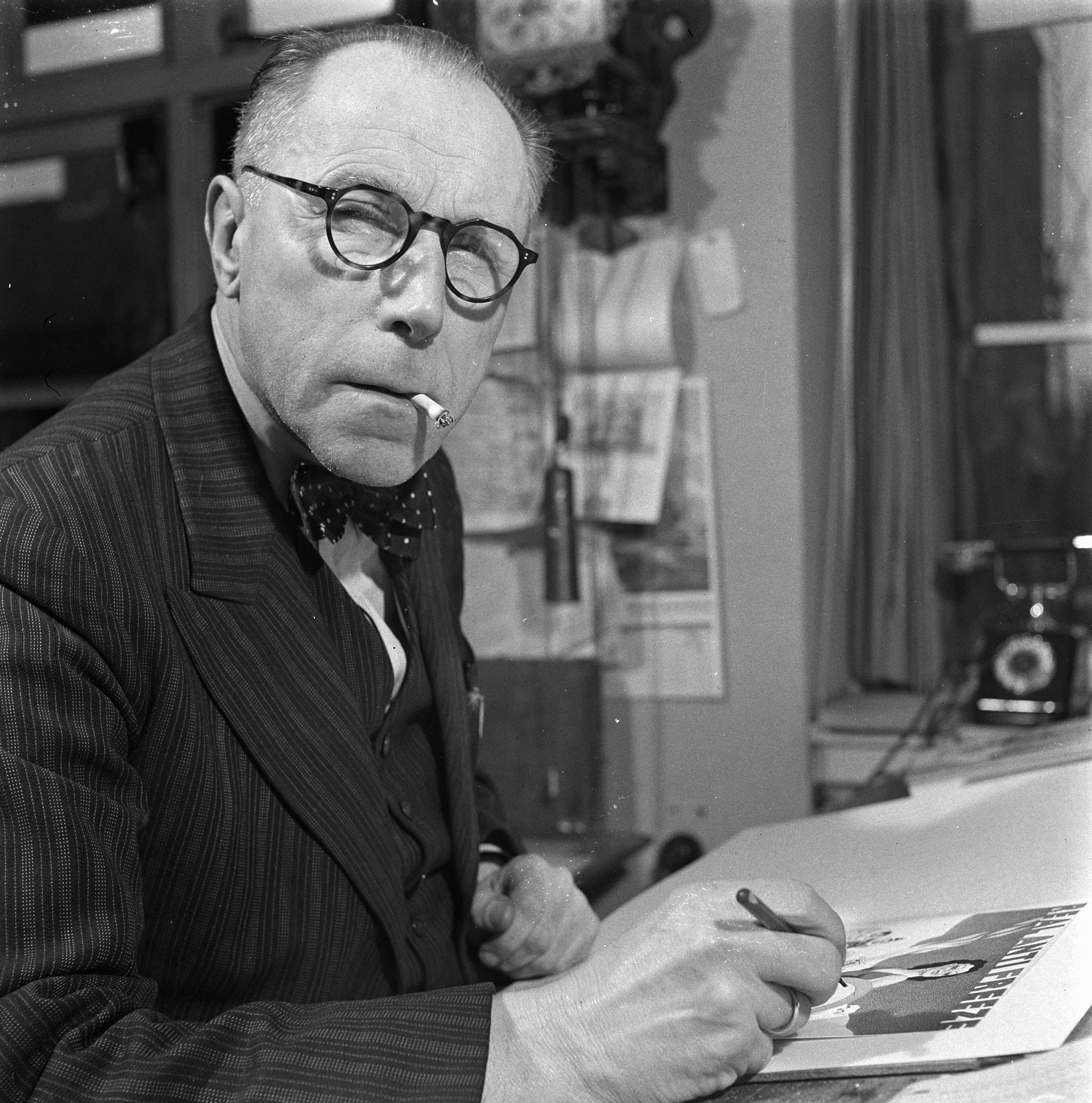
Tekenaar Leo Jordaan

## Filmografie
- 1948 Moeder des Lands, 21 min.
- 1949 Licht en warmte in koude duisternis, 12 min.
- 1949 Het Nederlandsche vliegkampschip Hr. Ms Karel Doorman, 35 min.
- 1950 De Marva's, een nieuwe taak voor de vrouw, 11 min.
- 1950 De dijk is dicht, 89 min.
- 1952 Bruin goud, 90 min.
- 1953 Accra, haven zonder kranen, 10 min.
- 1953 Dwars door de Sahara, 45 min.
- 1954 De zekere weg, 75 min.
- 1956 Luchtbrug Salawati, 17 min.
- 1957 Brandveiligheid,17min.
- 1957 Automatische brandmelding
- 1957 Een leger van gehouwen steen, 20 min.
- 1959 Gisteren komt nooit weerom..., 42 min.
- 1960 Coöperatieve handelsvereniging CHV
- 1960 De Kringloop, 35 min.
- 1962 ‘t Was een vreemdeling zeker, 16 min.
- 1963 Landarbeid is vakarbeid, 22 min.
- 1964 Werken aan de samenleving, 55 min.
- 1966 De gewonde, 28 min.
- 1967 De krant, 21 min.
- 1969 Leer het mij zelf doen, 28 min.
- 1969 New Towns
- 1969 Amoebe
- 1969 Profiel
- 1970 Borobudur, 27 min.
- 1971 Vlucht 216, 40 min.
- 1972 Willem Sandberg (de Onvergetelijken), 60 min.
- 1972 Holland Festival, 72 min.
- 1974 Transplantaties en kankeronderzoek, 45 min.
- 1978 De Overgangklas, 67 min.
- 1978 Docerende onderwijsvorm, 22 min.
- 1978 Zelf-confrontatie, 34 min.
- 1978 Suggestopedie, 35 min.
- 1979 Laat nooit iemand stikken, 6 min.
- 1980 Studeren, 40 min.

## Prijzen
- 1957 Arnhem, Nederlandse Staatsprijs voor de vrije film voor Leger van gehouwen steen
- 1957 Edinburgh, Honourable Mention voor An army of hewn stone
- 1957 Montevideo, Festival International Diplom de Honor voor Image en piedra
- 1958 Melbourne, Film Festival Medal of Honour voor An army of hewn stone
- 1959 Mannheim, Mannheim Kultur Filmwoche Golden Dukate voor Niederländische Passion
- 1959 Locarno, International Filmfestival Diplome De Honeur voor Larmee de pierre
- 1964 Gijon, 11e Certamen Internacional De Cine, Diploma De Honeur voor Bienvenido a Holanda San Nicolas
- 1964 Universidad De Cordoba, Festival Internacional De Cine, Honourable Mention voor Bienvenido a Holanda San Nicolas
- 1964 Berlijn, Internationale Agrarfilm, 1e Preis voor Landarbeit ist facharbeit
- 1964 Berlijn, Internationale Filmfestspiele, Filmkunsterlische Wettbewerbe voor Es war ein Fremdling
- 1966 Edinburgh, Selected for International Filmfestival voor The Wounder
- 1967 La Felguera, Festival International De Cine Cultur, Premio Placa De Plata voor El Herido
- 1967 Valladolid, Semana Internacional De Cine, Diploma De Participation voor El Injurioso
- 1969 Mannheim, Internationalen Filmwoche voor The Threshold
- 1971 Italië, Italiaanse Filmprijs voor De Gewonde

## Verder lezen
- Harco Gijsbers, Theo van Haren Noman: een filmografisch overzicht, Nederlands Audiovisueel Archief Amsterdam, 1998